# Renegade Kid
Renegade Kid is een spel ontwikkelings maatschappij opgericht in begin 2007 door de videogame industrie legendes Jools Watsham en Gregg Hargrove. Beiden ontwikkelden videogames voor meer dan 14 jaar en ze hebben meegewerkt aan meer dan 20 spelletjes. Hun bekendste spel is Dementium: The Ward voor de Nintendo DS
Het ontwikkelingsteam hebben recent een nieuw spel voor de Nintendo DS uitgegeven, genaamd Moon. Moon gebruikt dezelfde engine als Dementium: The Ward. Onlangs werd er een vervolg aangekondigd, genaamd Dementium II.
Op 28 augustus 2008 werd aangekondigd dat Renegade Kid samen met Gamecock Media Group een nieuw spel gaat maken. Dit spel heet "Son of the dragon" en is exclusief voor de Wii. Maar in februari 2009 werd het spel geannuleerd omdat Gamecock Media Group samen ging werken met SouthPeak Games.

## Spellen

### Nintendo DS
- Dementium: The Ward
- Moon
- Dementium II
- Maximillian and the Rise of the Mutant Mudds[2] (in ontwikkeling)

### Nintendo Wii
- Son of the Dragon (geannuleerd)[1]